# Cañada de la Aguada (Río Queguay Chico)
Der Cañada de la Aguada ist ein Fließgewässer in Uruguay.
Der Cañada de la Aguada verläuft auf dem Gebiet des Departamentos Paysandú. Er mündet als achter Nebenfluss linksseitig in den Río Queguay Chico.